# Хегедюш, Ференц (министр)
Ференц Хегедюш (венг. Hegedűs Ferenc; 14 апреля 1856, Пешт, Австрийская империя — 15 сентября 1909, Будапешт, Австро-Венгрия) — венгерский политический и государственный деятель, финансист, юрист.
Изучал право в университете, после его окончания занимался финансовой деятельностью. Работал в министерстве финансов при Шандоре Векерле. С 1897 года служил судьёй административного суда.
С 6 марта по 8 апреля 1906 года занимал пост министра финансов.
Умер в 1909 году.